# HD 113902
HD 113902，又名CP-52 6194，SAO 240573、HR 4951，是一颗恒星，视星等为5.71，位于銀經305.37，銀緯9.34，其B1900.0坐标为赤經13h 1m 41.6s，赤緯-52° 9.34′ 27″。